# Anomala smaragdina
Anomala smaragdina är en skalbaggsart som beskrevs av Johann Friedrich von Eschscholtz 1822. Anomala smaragdina ingår i släktet Anomala och familjen Rutelidae. Inga underarter finns listade i Catalogue of Life.